# Trestonia signifera
Trestonia signifera är en skalbaggsart som beskrevs av Jean Baptiste Lucien Buquet 1859. Trestonia signifera ingår i släktet Trestonia och familjen långhorningar.
Artens utbredningsområde är:
- Guadeloupe.
- Martinique.

Inga underarter finns listade i Catalogue of Life.